# Dorfkirche Braunsberg (Rheinsberg)

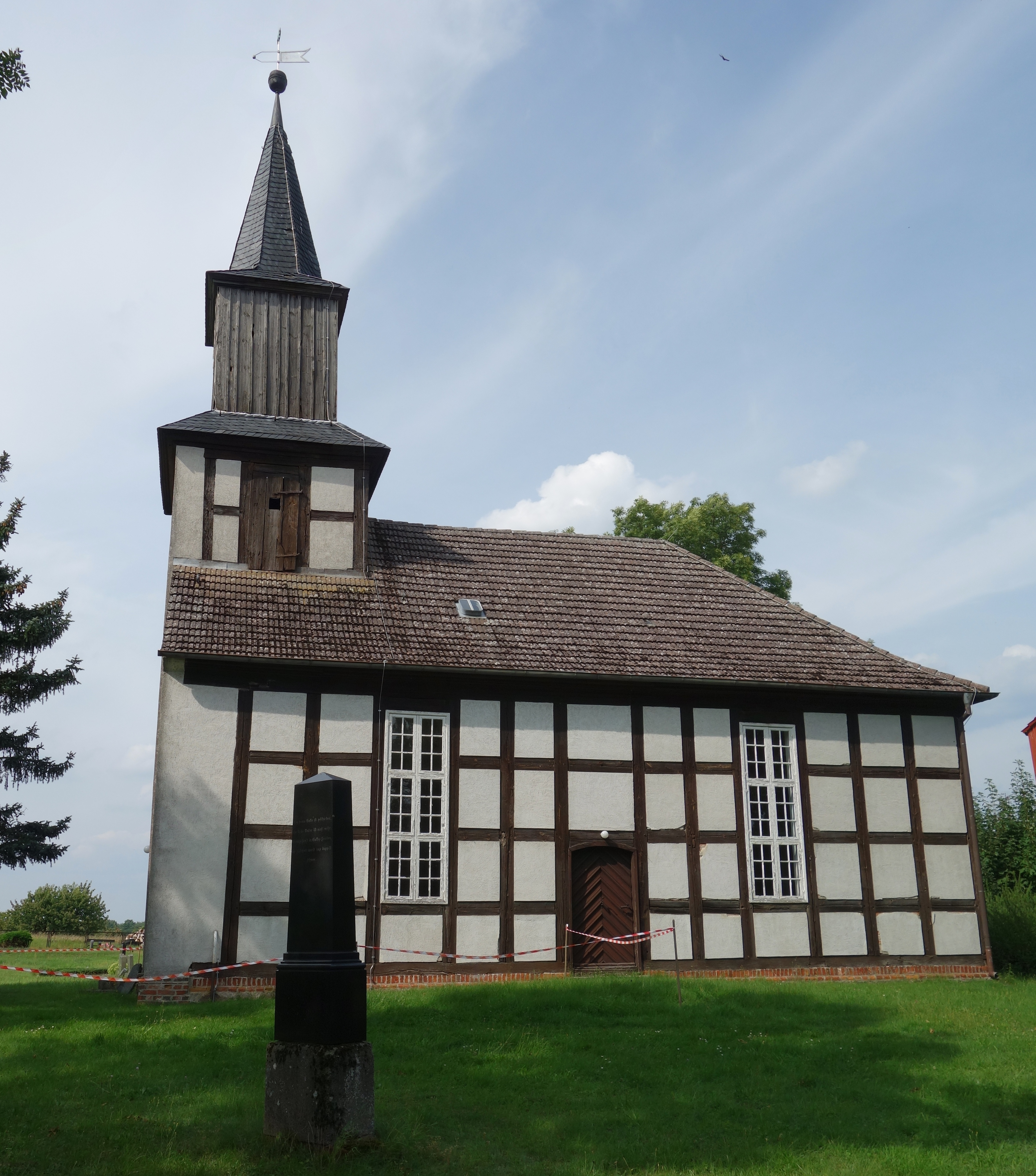
Dorfkirche Braunsberg, Südansicht

Die Dorfkirche Braunsberg ist ein barockes Kirchengebäude im Ortsteil Braunsberg der Stadt Rheinsberg im Landkreis Ostprignitz-Ruppin  des deutschen Bundeslandes Brandenburg. Die Kirche gehört zum Pfarrbereich Zühlen-Zechliner Land im Kirchenkreis Wittstock-Ruppin der Evangelischen Kirche Berlin-Brandenburg-schlesische Oberlausitz.

## Architektur
Die Kirche wurde 1743 auf den Feldsteinfundamenten eines früheren Baus errichtet. Das 15 Meter lange und 9 Meter breite Gebäude ist ein Saalbau mit Walmdach. Es handelt sich um einen Fachwerkbau mit drei Riegeln. Über dem Westgiebel steht ein zweifach abgesetzter Fachwerkturm mit Knickhelm und einer Schieferdeckung. Der Turm hat im Inneren eine eigenständige Fachwerkkonstruktion. An der flachen Ostseite ist das Fachwerk reicher gestaltet und weist Schwertungen und Kopfstreben auf. An beiden Längsseiten befinden sich zwei hohe Fenster mit Sprossengliederung.

## Innengestaltung
Das schmucklose Innere ist vollständig mit Holzfaserplatten verkleidet. Der Fußboden ist mit Ziegelsteinen belegt. Die Westempore befindet sich zwischen den den Turm stützenden Holzständern. Von der ursprünglichen Ausstattung ist lediglich der barocke quadratische Kanzelkorb verändert erhalten. Bei der Umgestaltung 1959/60 wurden Altar und Taufe durch Winfried Wendland entworfen. Unter der Westempore wurde 1967 eine Winterkirche eingebaut.